# Little Barford
Little Barford – wieś w Anglii, w hrabstwie ceremonialnym Bedfordshire, w dystrykcie (unitary authority) Bedford. Leży 15 km na północny wschód od centrum miasta Bedford i 78 km na północ od centrum Londynu.